# ВВС Южного фронта
ВВС Южного фронта (ВВС ЮФ) — оперативное объединение фронтовой авиации, предназначенное для решения боевых задач (ведения боевых действий) во взаимодействии (в совместных операциях) с другими видами Вооружённых Сил Союза ССР, а также проведения самостоятельных воздушных операций.

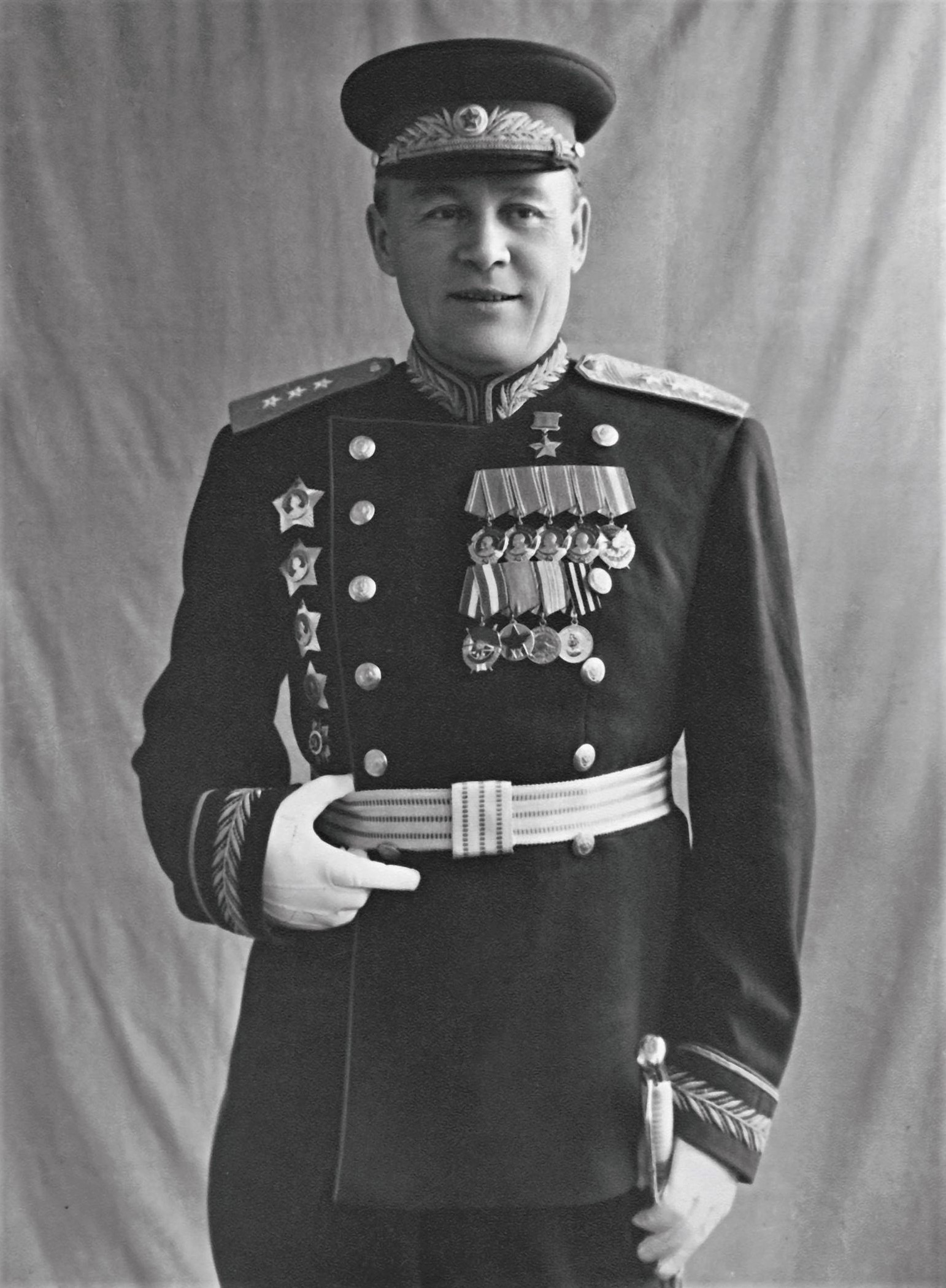
Командующий ВВС фронта с сентября 1941 года генерал-майор авиации К. А. Вершинин. Фото сделано в июне 1945 года, Вершинин в звании генерал-полковника авиации.

## История наименований
- ВВС Одесского военного округа (11.10.1939 — 22.06.1941);
- ВВС 9-й отдельной армии (22.06.1941 — 25.06.1941);
- ВВС Южного фронта (с 25 июня 1941 года);
- 4-я воздушная армия (с 22.05.1942 г.);
- 37-я воздушная армия (с 10.01.1949 г.);
- ВВС Северной группы войск (с июля 1964 года);
- Краснознамённые ВВС Северной группы войск (с 22.02.1968 г.);
- 4-я воздушная Краснознамённая армия (с 4 апреля 1968 года);
- 4-я воздушная Краснознамённая армия ВГК (с 29 февраля 1980 года);
- 4-я воздушная Краснознамённая армия (с 10.1992 года);
- 4-я Краснознамённая армия ВВС и ПВО (с 1 июня 1998 года);
- 4-е Краснознамённое командование ВВС и ПВО. (с 7 мая 2009 года);
- 4-я Краснознамённая армия ВВС и ПВО (с 1 августа 2015 года).
- Войсковая часть (полевая почта) 21206;
- Войсковая часть (полевая почта) 18350 (с февраля 1949 года);
- Войсковая часть (полевая почта) 40911 (с октября 1992 года).

## История и боевой путь
Приказом НКО СССР № 0157 от 11 октября 1939 года был вновь создан Одесский военный округ выделением из Киевского и Харьковского военного округов территорий Одесской, Днепропетровской, Николаевской, Запорожской, Кировоградской областей, Крымской АССР и Молдавской АССР (с 1940 Молдавской ССР). ВВС Одесского военного округа образованы на основе выделенных из ВВС Киевского и Харьковского военных округов авиационных частей и соединений.
С началом Великой Отечественной войны 22 июня 1941 года на базе ВВС Одесского военного округа сформированы ВВС 9-й отдельной армии, куда вошла вся авиации ВВС Одесского военного округа. 25 июня 1941 года образован Южный фронт и на базе ВВС 9-й отдельной армии сформированы ВВС Южного фронта.
На базе ВВС Московского военного округа в июне 1941 было сформировано Управление и штаб ВВС Южного фронта. 
ВВС фронта принимали участие в битвах и операциях:
- Приграничные сражения в Молдавии — с 25 по 26 июня 1941 года.
- Львовско-Черновицкая стратегическая оборонительная операция:
  - Станиславско-Проскуровская оборонительная операция (силами 18-й армии) — с 3 по 6 июля 1941 года
- Киевская стратегическая оборонительная операция:
  - Оборонительная операция на подступах к Киеву — с 11 июля по 20 августа 1941 года.
  - Уманская оборонительная операция — с 5 июля по 4 августа 1941 года.
- Тираспольско-Мелитопольская оборонительная операция — с 27 июля по 28 сентября 1941 года.
- Оборона Одессы — с 5 августа по 16 октября 1941 года.
- Оборона Днепропетровска — с 12 августа по 29 сентября 1941 года.
- Донбасско-Ростовская стратегическая оборонительная операция — с 29 сентября по 16 ноября 1941 года.
  - Донбасская операция (1941) — с 29 сентября по 4 ноября 1941 года.
  - Ростовская оборонительная операция — с 5 по 16 ноября 1941 года.
- Ростовская стратегическая наступательная операция
  - Большекрепинская наступательная операция — с 17 по 23 ноября 1941 года.
  - Наступательная операция по освобождению Ростова — с 27 ноября по 2 декабря 1941 года.
- Барвенково-Лозовская наступательная операция — с 18 по 31 января 1942 года.
- Харьковская операция — с 12 по 22 мая 1942 года.

22 мая 1942 года на базе ВВС фронта в соответствии с приказом НКО от 07.05.1942 г. сформирована 4-я воздушная армия.

## В составе
Находились в составе Южного фронта.
| Подчинение  | Период                  |
| ----------- | ----------------------- |
| Южный фронт | 25.06.1941 — 22.05.1942 |

## Командующие
- генерал-майор авиации Мичугин Федор Георгиевич, с 25.06.1941 по 26.06.1941 г.
- генерал-майор авиации Шелухин Петр Семенович, с 27.06.1941 — по
- генерал-майор авиации Вершинин Константин Андреевич, с 26.09.1941 по 22.05.1942 г.

### Состав
В состав ВВС фронта в разное время входили:

#### 1941 год
| - ВВС 9-й армии - 20-я смешанная авиационная дивизия - 21-я смешанная авиационная дивизия - ВВС 18-й армии - 45-я смешанная авиационная дивизия - Соединения и части фронтового подчинения: - 317-й разведывательный авиационный полк |

| - ВВС 9-й армии - 20-я смешанная авиационная дивизия - 21-я смешанная авиационная дивизия - ВВС 18-й армии - 45-я смешанная авиационная дивизия - 64-я истребительная авиационная дивизия - Соединения и части фронтового подчинения: - 44-я истребительная авиационная дивизия - 131-й истребительный авиационный полк - 146-й истребительный авиационный полк - 317-й разведывательный авиационный полк |

| - ВВС 6-й армии - ВВС 9-й армии - 20-я смешанная авиационная дивизия - 21-я смешанная авиационная дивизия - ВВС 12-й армии - ВВС 18-й армии - 45-я смешанная авиационная дивизия - ВВС Приморской армии - Соединения и части фронтового подчинения: - 67-й истребительный авиационный полк - 131-й истребительный авиационный полк - 298-й истребительный авиационный полк - 232-й штурмовой авиационный полк - 317-й разведывательный авиационный полк |

| - ВВС 6-й армии - 44-я истребительная авиационная дивизия - 131-й истребительный авиационный полк - ВВС 9-й армии - 20-я смешанная авиационная дивизия - ВВС 12-й армии - 64-я истребительная авиационная дивизия - 181-й истребительный авиационный полк - ВВС 18-й армии - 45-я смешанная авиационная дивизия - Соединения и части фронтового подчинения: - 66-я истребительная авиационная дивизия - 22-я бомбардировочная авиационная дивизия - 50-я бомбардировочная авиационная дивизия - 21-я смешанная авиационная дивизия - 1-я школьная бомбардировочная авиационная дивизия - 210-й ближнебомбардировочный авиационный полк |

| - ВВС 9-й армии - 20-я смешанная авиационная дивизия - ВВС 12-й армии - ВВС 18-й армии - 45-я смешанная авиационная дивизия - ВВС 10-й армии - Соединения и части фронтового подчинения: - 21-я смешанная авиационная дивизия - 64-я истребительная авиационная дивизия - 66-я истребительная авиационная дивизия - 5-я резервная авиационная группа - 4-й штурмовой авиационный полк - 525-й штурмовой авиационный полк - 242-й ближний бомбардировочный авиационный полк - 8-й истребительный авиационный полк - 183-й истребительный авиационный полк |

| - ВВС 9-й армии - 20-я смешанная авиационная дивизия - 4-й истребительный авиационный полк - 55-й истребительный авиационный полк - 88-й истребительный авиационный полк - 131-й истребительный авиационный полк - 170-й истребительный авиационный полк - 35-я корректировочная авиационная эскадрилья - ВВС 12-й армии - ВВС 18-й армии - 45-я смешанная авиационная дивизия - ВВС 10-й армии - Соединения и части фронтового подчинения: - 22-я бомбардировочная авиационная дивизия - 50-я бомбардировочная авиационная дивизия - 21-я смешанная авиационная дивизия - 66-я истребительная авиационная дивизия - 5-я резервная авиационная группа - 4-й штурмовой авиационный полк - 242-й ближний бомбардировочный авиационный полк - 8-й истребительный авиационный полк - 183-й истребительный авиационный полк - 40-й истребительный авиационный полк - 446-й истребительный авиационный полк |

| - ВВС 9-й армии - 20-я смешанная авиационная дивизия - ВВС 12-й армии - ВВС 18-й армии - 45-я смешанная авиационная дивизия - ВВС 37-й армии - 21-я смешанная авиационная дивизия - ВВС 56-й армии - 248-й истребительный авиационный полк - 271-й истребительный авиационный полк - 590-й истребительный авиационный полк - 630-й истребительный авиационный полк - 653-й истребительный авиационный полк - 41-й ближнебомбардировочный авиационный полк - 366-й бомбардировочный авиационный полк - 585-й ночной легко-бомбардировочный авиационный полк - Соединения и части фронтового подчинения: - 22-я бомбардировочная авиационная дивизия - 50-я бомбардировочная авиационная дивизия - 66-я ночная бомбардировочная авиационная дивизия - 5-я резервная авиационная группа - 4-й штурмовой авиационный полк - 242-й ближнебомбардировочный авиационный полк - 8-й истребительный авиационный полк - 183-й истребительный авиационный полк - 40-й истребительный авиационный полк - 446-й истребительный авиационный полк - 8-й истребительный авиационный полк - 655-й истребительный авиационный полк - 654-й истребительный авиационный полк - 35-я корректировочная авиационная эскадрилья - 130-я корректировочная авиационная эскадрилья |

#### 1942 год
| - ВВС 9-й армии - 20-я смешанная авиационная дивизия - ВВС 12-й армии - ВВС 18-й армии - 45-я смешанная авиационная дивизия - 14-я смешанная авиационная дивизия - 21-я смешанная авиационная дивизия - ВВС 37-й армии - 76-я смешанная авиационная дивизия - ВВС 56-й армии - 73-я смешанная авиационная дивизия - 277-й бомбардировочный авиационный полк - Соединения и части фронтового подчинения: - 22-я бомбардировочная авиационная дивизия - 50-я бомбардировочная авиационная дивизия - 66-я бомбардировочная авиационная дивизия - 74-я смешанная авиационная дивизия - 5-я резервная авиационная группа - 4-й штурмовой авиационный полк - 242-й ближнебомбардировочный авиационный полк - 8-й истребительный авиационный полк - 183-й истребительный авиационный полк - 40-й истребительный авиационный полк - 246-й истребительный авиационный полк - 2-й истребительный авиационный полк - 654-й ночной легко-бомбардировочный авиационный полк - 655-й легко-бомбардировочный авиационный полк |

| - ВВС 9-й армии - ВВС 12-й армии - 45-я смешанная авиационная дивизия - ВВС 18-й армии - 20-я истребительная авиационная дивизия - ВВС 37-й армии - 76-я смешанная авиационная дивизия - ВВС 56-й армии - 73-я смешанная авиационная дивизия - 277-й бомбардировочный авиационный полк - 585-й ночной легко-бомбардировочный авиационный полк - ВВС 57-й армии - Соединения и части фронтового подчинения: - 14-я смешанная авиационная дивизия - 21-я смешанная авиационная дивизия - 74-я смешанная авиационная дивизия - 50-я бомбардировочная авиационная дивизия - 66-я бомбардировочная авиационная дивизия - 5-я резервная авиационная группа - 4-й штурмовой авиационный полк - 242-й ближнебомбардировочный авиационный полк - 8-й истребительный авиационный полк - 183-й истребительный авиационный полк - 40-й истребительный авиационный полк - 246-й истребительный авиационный полк |

| - ВВС 9-й армии - 5-я резервная авиационная группа - 4-й штурмовой авиационный полк - 242-й ближнебомбардировочный авиационный полк - 8-й истребительный авиационный полк - 183-й истребительный авиационный полк - 40-й истребительный авиационный полк - ВВС 12-й армии - 45-я смешанная авиационная дивизия - ВВС 18-й армии - 20-я истребительная авиационная дивизия - ВВС 37-й армии - 76-я смешанная авиационная дивизия - ВВС 56-й армии - 73-я смешанная авиационная дивизия - 74-я смешанная авиационная дивизия - 277-й бомбардировочный авиационный полк - ВВС 57-й армии - 14-я смешанная авиационная дивизия - Соединения и части фронтового подчинения: - 21-я смешанная авиационная дивизия - 66-я бомбардировочная авиационная дивизия - 246-й истребительный авиационный полк (на укомплектовании) |

| - ВВС 9-й армии - 5-я резервная авиационная группа - 7-й гвардейский штурмовой авиационный полк - 8-й истребительный авиационный полк - 170-й истребительный авиационный полк - 655-й легко-бомбардировочный авиационный полк - ВВС 12-й армии - 298-й истребительный авиационный полк - 210-й ближнебомбардировочный авиационный полк - 647-й ночной бомбардировочный авиационный полк - 45-я смешанная авиационная дивизия - ВВС 18-й армии - 16-й гвардейский истребительный авиационный полк - 88-й истребительный авиационный полк - 131-й истребительный авиационный полк - 718-й ночной бомбардировочный авиационный полк - ВВС 37-й армии - 446-й истребительный авиационный полк - 654-й ночной легко-бомбардировочный авиационный полк - ВВС 56-й армии - 74-я смешанная авиационная дивизия - 590-й истребительный авиационный полк - 585-й ночной легко-бомбардировочный авиационный полк - 3-я истребительная авиационная эскадрилья - 4-я истребительная авиационная эскадрилья - ВВС 57-й армии - 40-й истребительный авиационный полк - 271-й истребительный авиационный полк - 656-й ночной легко-бомбардировочный авиационный полк - Соединения и части фронтового подчинения: - 21-я смешанная авиационная дивизия - 66-я бомбардировочная авиационная дивизия - 750-й ночной бомбардировочный авиационный полк - 246-й истребительный авиационный полк (на укомплектовании) |

| - ВВС 9-й армии - 40-й истребительный авиационный полк - 170-й истребительный авиационный полк - 655-й легко-бомбардировочный авиационный полк - ВВС 12-й армии - 298-й истребительный авиационный полк - 210-й ближнебомбардировочный авиационный полк - 647-й ночной бомбардировочный авиационный полк - 672-й ночной легко-бомбардировочный авиационный полк - ВВС 18-й армии - 16-й гвардейский истребительный авиационный полк - 88-й истребительный авиационный полк - 131-й истребительный авиационный полк - 718-й ночной бомбардировочный авиационный полк - ВВС 37-й армии - 446-й истребительный авиационный полк - 773-й истребительный авиационный полк - 366-й бомбардировочный авиационный полк - 654-й ночной легко-бомбардировочный авиационный полк - ВВС 56-й армии - 271-й истребительный авиационный полк - 590-й истребительный авиационный полк - 585-й ночной легко-бомбардировочный авиационный полк - 750-й ночной бомбардировочный авиационный полк - 3-я корректировочная авиационная эскадрилья - 4-я корректировочная авиационная эскадрилья - ВВС 57-й армии - 288-й бомбардировочный авиационный полк - 762-й истребительный авиационный полк - 656-й ночной легко-бомбардировочный авиационный полк - Соединения и части фронтового подчинения: - 5-я резервная авиационная группа - 7-й гвардейский штурмовой авиационный полк - 8-й истребительный авиационный полк - 459-й ночной скоростной бомбардировочный авиационный полк - 149-й истребительный авиационный полк - 494-й истребительный авиационный полк - 246-й истребительный авиационный полк |